# Анета Љумаковска
Анета Љумаковска, раније Мицевска (Битољ, 25. јул 1984) је македонска поп-фолк певачица, чланица групе DaCAPO Band, и бивша чланица групе Молика, коју напушта након развода од члана те групе, Џимија Мицевског.

## Дискографија

### Спотови
| Назив                 | Година | Режисер        |
| --------------------- | ------ | -------------- |
| Добар знак            | 2008   | -              |
| Ништо ново            | 2008   | -              |
| Добра журка           | 2009   | -              |
| Имаш друга            | 2009   | -              |
| Ајше                  | 2009   | In production  |
| Мојата Битола         | 2010   | -              |
| Лично Наде            | 2011   | Box production |
| Слушни ме мајко стара | 2011   | -              |
| Звезда водилља        | 2011   |                |
| Ој девојче, девојче   | 2014   | In production  |
| Скопска Црна Гора     | 2018   | Art studio     |
| Љубав је сила, моја   | 2019   | In production  |
| Јована Јованке        | 2020   | Art studio     |
| Битољ мој родни крај  | 2020   | Art studio     |
| Дај ми љубав          | 2022   | Art studio     |